# Helianthemum viscidulum
Helianthemum viscidulum är en solvändeväxtart. Helianthemum viscidulum ingår i släktet solvändor, och familjen solvändeväxter.

## Underarter
Arten delas in i följande underarter:
- H. v. raynaudii
- H. v. viscarioides
- H. v. viscidulum